# Lorenzo Bonifacio
Lorenzo Bonifacio fue un escultor español, que en colaboración con otros artistas, labró la fachada de Puerta de Los Leones, en la Catedral de Toledo, cuya creación comenzó en el año 1459 bajo la dirección del maestro mayor Anequín Egas, de Bruselas.